# Hansel-Fingerhut-Brunnen
Der Hansel-Fingerhut-Brunnen ist ein Brunnen in der Ortsgemeinde Forst an der Weinstraße.

## Lage
Der Brunnen befindet sich innerhalb des südlichen Bereichs der Ortsmitte an der Stelle, an der die aus südöstlicher Richtung kommende Niederkircher Straße in die Weinstraße mündet; letztere ist mit der Landesstraße 516 identisch.

## Beschreibung
Der Brunnen wurde aus Bronze errichtet und zeigt zwei Personen, eine männliche im Narrenkostüm, das im Stil der alemannischen Fastnacht gehalten ist, die Hansel Fingerhut repräsentiert und eine weibliche. Erstere versucht dabei, letztere zu verführen. In der dargestellten Szene schreiten beide über hervorstehende Steine. Am Rand des Brunnens sind Taubenskulpturen zu erkennen.

## Geschichte
Der Brunnen stellt eine Reverenz an das vor Ort praktizierte Hansel-Fingerhut-Spiel dar. Er wurde 2003 durch den Bildhauer Franz Leschinger errichtet. Später wurden am Brunnenrand Taubenskulpturen ergänzt.